# 李寿蓉
李寿蓉，字篁仙（1825年—1894年），湖南长沙河西都赤岗村人（今望城区白沙洲街道赤岗村）。

## 生平
咸丰元年（1851年）中恩科乡试举人，咸丰六年（1856年）丙辰科进士，用为户部主事。咸丰九年（1859年），李寿蓉受肃顺严查户部银库亏空案的牵连而入狱。同治元年（1862年）因辛酉政变后肃顺被诛，而得以官复原职。后捐升郎中，加捐道员，署为湖北江汉关道及安徽芜湖道道台，诰授资政大夫，晋授荣禄大夫。

## 作品
擅长联语
著有《榆林读史草》6卷，《天影庵诗集》，《天影庵外集》。

## 家庭
长女李闰为谭嗣同妻